# 台湾肉兰
台湾肉兰（学名：Sarcophyton taiwanianum）为兰科肉兰属下的一个种。

## 扩展阅读
- 維基物種上的相關：台湾肉兰